# 1965 en sociologie
| Années de la sociologie : 1962 - 1963 - 1964 - 1965 - 1966 - 1967 - 1968    |
| Décennies de la sociologie : 1930 - 1940 - 1950 - 1960 - 1970 - 1980 - 1990 |

Cet article présente les événements de l'année 1965 dans le domaine de la sociologie. 

## Publications

### Livres
- Raymond Aron, Essai sur les libertés
- Jacques Ellul, L'Illusion politique
- Mancur Olson, Logique de l'action collective (The Logic of Collective Action)

## Décès
- 12 décembre : Georges Gurvitch (né en 1894)